# Philotarsus picicornis
Philotarsus picicornis — вид сеноедов семейства Philotarsidae.

## Распространение
Распространён в лесной зоне Палеарктики.

## Описание
Сеноед длиной до 3 мм. Передние крылья с пятнистым рисунком. Эпипрокт самца с боков округлый; базальный склерит рамки пениса ромбовидный. Гипандрий самца на вершине глубоко расширенный. Медиальная лопасть генитальной пластинки самки в два раза длиннее своей ширины, с четырьмя или пятью длинными апикальными щетинками; бугорок дорсальной створки яйцеклада несёт хетоиды; наружные створки в два раза длиннее своей ширины.

## Развитие
За год бывает одно или два поколения.

## Экология
Встретить этого сеноеда можно на ветвях лиственных или хвойных деревьев, с июля по август. Имаго и их личинки держатся в мутовках ветвей.